# Sci alpino ai XIV Giochi olimpici invernali - Slalom gigante LW2 maschile
Tra le competizioni dello sci alpino ai XIV Giochi olimpici invernali di Sarajevo 1984 lo slalom gigante LW2 maschile si disputò sabato 11 febbraio sulle piste di Jahorina; si trattò di una gara dimostrativa di sci alpino paralimpico riservata ad atleti con disabilità a un arto inferiore sopra al ginocchio (categoria LW2). La gara, che non prevedeva l'assegnazione di medaglie, fu vinta dal tedesco occidentale Alexander Spitz davanti all'austriaco Rainer Bergmann e allo statunitense David Jamison.

## Risultati
| Pos. | Atleta            | Nazione        | Tempo   |
| ---- | ----------------- | -------------- | ------- |
| 1    | Alexander Spitz   | Germania Ovest | 1:08,05 |
| 2    | Rainer Bergmann   | Austria        | 1:09,91 |
| 3    | David Jamison     | Stati Uniti    | 1:10,18 |
| 4    | Michael Hipp      | Germania Ovest | 1:12,15 |
| 5    | Peter Perner      | Austria        | 1:12,32 |
| 6    | Patrick Knaff     | Francia        | 1:12,55 |
| 7    | Phil Chew         | Canada         | 1:12,92 |
| 8    | Greg Oswald       | Canada         | 1:13,81 |
| 9    | Ola Rylander      | Svezia         | 1:14,94 |
| 10   | Rajko Stržinar    | Jugoslavia     | 1:18,69 |
| 11   | Jordi Faurat Prat | Spagna         | 1:24,46 |